# ミリアム・マーゴリーズ
ミリアム・マーゴリーズ（Miriam Margolyes, OBE, 1941年5月18日 - ）は、イギリス出身の映画女優、声優である。

## 来歴
1941年にイギリスのオクスフォードで生まれた。母親は不動産投資家で、父親は医師だった。ちなみに家系はベラルーシからのユダヤ系移民である。地元のオクスフォード高校を卒業後に、ケンブリッジ大学のニューナム・カレッジで学んだ。在学中に演劇に目覚めた彼女は、ケンブリッジの学生たちが運営する劇場でコメディー劇をいくつか経験。持ち前のコメディーセンスや独特の声を活かして、頭角を現していった。
1965年にジュディ・デンチなども出演していたテレビシリーズ『Theatre 625』でテレビデビュー。その後も母国イギリスで主にテレビで活躍。1970年代に入ると徐々に映画界へも進出。また同時に声優としてもキャリアを重ね、堺正章が孫悟空を演じた「西遊記」や中村敦夫主演の歴史ドラマ『水滸伝』の英語吹替版にも参加した。年が経つにつれ、イギリスのみならずハリウッド作品にも顔を出し始め、1980年代に入ると脇役ではあるが、バーブラ・ストライザンドが主演・製作・脚本・監督を務めた意欲作『愛のイエントル』やリック・モラニス、スティーヴ・マーティン、ビル・マーレイら出演のミュージカルコメディー『リトル・ショップ・オブ・ホラーズ』にも参加した。本国イギリスにおいてはローワン・アトキンソン主演のコメディー番組『ブラックアダー』への出演でも知られている。
1990年代に入ると、出演作品も話題作や大作などが増え始めた。1993年に出演したマーティン・スコセッシ監督の『エイジ・オブ・イノセンス/汚れなき情事』では見事英国アカデミー賞 助演女優賞を獲得。その後もクセのある役柄やコミカルな役柄を喜々として演じ、中でもスティーヴ・ブシェミと共演したホラーコメディー『ボディ・クッキング/ 母・体・蘇・生』では、死から蘇るブシェミの母親役を不気味に演じている。これまでの出演作品は130本を越え、映画やテレビにおけるバイブレーヤーとして精力的に活動を続けている。その功績が称えられ、本国イギリスからは大英帝国勲章が授与された。アメリカ合衆国、イギリス、オーストラリアに居を構え、それぞれの国において活動。ベストセラー小説の映画化でもある「ハリー・ポッターシリーズ」におけるポモーナ・スプラウト役としても知られている。映画以外ではオーストラリアやロンドン、そしてブロードウェイの舞台でも活動している。

## 人物
同性愛者であることを公にしている。パートナーとは40年来の交際だという。
2013年にオーストラリア国籍を取得。

## 出演作品
| 公開年 | 邦題 原題                                                                               | 役名                       | 備考                            |
| ------ | --------------------------------------------------------------------------------------- | -------------------------- | ------------------------------- |
| 1980   | ピラミッド The Awakening                                                                | カディラ博士               |                                 |
| 1981   | レッズ Reds                                                                             | ノートに書く女性           | クレジットなし                  |
| 1983   | 愛のイエントル Yentl                                                                    | サラ                       |                                 |
| 1984   | エレクトリック・ドリーム Electric Dreams                                                | チケット・ガール           |                                 |
| 1985   | モロン Morons from Outer Space                                                          | ドクター・ウォレス         |                                 |
| 1986   | リトル・ショップ・オブ・ホラーズ Little Shop of Horrors                                 | 歯科衛生士                 |                                 |
| 1987   | プア・リトル・リッチ・ガール Poor Little Rich Girl: The Barbara Hutton Story            | エルサ・マックスウェル     | テレビ映画                      |
| 1988   | リトル・ドリット Little Dorrit                                                          | フローラ                   |                                 |
| 1990   | 殺したいほどアイ・ラブ・ユー I Love You to Death                                        | ジョーイの母親             |                                 |
| 1990   | パシフィック・ハイツ Pacific Heights                                                    | 動産仲介業者               |                                 |
| 1991   | 愛と死の間で Dead Again                                                                 | レディ                     | クレジットなし                  |
| 1991   | 夢の降る街 The Butcher's Wife                                                           | ジーナ                     |                                 |
| 1992   | 独裁/スターリン Stalin                                                                  | ナデジダ・クルプスカヤ     | テレビ映画                      |
| 1993   | エイジ・オブ・イノセンス/汚れなき情事 The Age of Innocence                              | ミセス・ミンゴット         | 英国アカデミー賞 助演女優賞受賞 |
| 1993   | ボディ・クッキング/ 母・体・蘇・生 Ed and His Dead Mother                               | メイベル                   |                                 |
| 1994   | 不滅の恋/ベートーヴェン Immortal Beloved                                                | ナネッテ・シュトライヒャー |                                 |
| 1995   | ベイブ Babe                                                                             | フライ                     | 声の出演                        |
| 1995   | バルト Balto                                                                            | Grandma Rosy               | 声の出演                        |
| 1996   | ジャイアント・ピーチ James and the Giant Peach                                          | スポンジおばさん           | 声の出演                        |
| 1996   | ディファレント・フォー・ガールズ Different for Girls                                    | パメラ                     |                                 |
| 1996   | ロミオ+ジュリエット Romeo + Juliet                                                      | The Nurse                  |                                 |
| 1998   | キャンディ Candy                                                                        | Gisella                    |                                 |
| 1998   | 失われたトランク Left Luggage                                                           | ミセス・ゴールドマン       |                                 |
| 1998   | ムーラン Mulan                                                                          | 仲人                       | 声の出演                        |
| 1998   | ベイブ/都会へ行く Babe: Pig in the City                                                 | フライ                     | 声の出演                        |
| 1999   | 太陽の雫 Sunshine                                                                       | ローズ                     |                                 |
| 1999   | 禁断のエバ Dreaming of Joseph Lees                                                      | Signora Caldoni            |                                 |
| 1999   | エンド・オブ・デイズ End of Days                                                        | メイベル                   |                                 |
| 1999   | マグノリア Magnolia                                                                     | フェイ・バリンジャー       | クレジットなし                  |
| 2001   | キャッツ&ドッグス Cats & Dogs                                                           | ソフィー（メイド）         |                                 |
| 2002   | アローン Alone                                                                          | ケースワーカー             |                                 |
| 2002   | ハリー・ポッターと秘密の部屋 Harry Potter and the Chamber of Secrets                    | ポモーナ・スプラウト先生   |                                 |
| 2004   | チェイシング・リバティ Chasing Liberty                                                  | マリア                     |                                 |
| 2004   | モディリアーニ 真実の愛 Modigliani                                                      | ガートルード・スタイン     |                                 |
| 2004   | ライフ・イズ・コメディ! ピーター・セラーズの愛し方 The Life and Death of Peter Sellers  | ペグ・セラーズ             |                                 |
| 2004   | ラヴェンダーの咲く庭で Ladies in Lavender                                               | ドルカス                   |                                 |
| 2004   | 華麗なる恋の舞台で Being Julia                                                          | ドリー・デ・ヴリース       |                                 |
| 2004   | ミス・マープル 牧師館の殺人 Agatha Christie Marple: The Murder at the Vicarage          | プライス＝リドリー夫人     | テレビ映画                      |
| 2006   | マウス・タウン ロディとリタの大冒険 Flushed Away                                        | リタの祖母                 | 声の出演                        |
| 2006   | ハッピー フィート Happy Feet                                                            | ミセス・アストラカン       | 声の出演                        |
| 2008   | セレブ・ウォーズ 〜ニューヨークの恋に勝つルール〜 How to Lose Friends & Alienate People | コワルスキー夫人           |                                 |
| 2010   | ガフールの伝説 Legend of the Guardians: The Owls of Ga'Hoole                            | ミセスP                    | 声の出演                        |
| 2011   | ハリー・ポッターと死の秘宝 PART2 Harry Potter and the Deathly Hallows – Part 2          | ポモーナ・スプラウト先生   |                                 |
| 2012   | 人生はノー・リターン 〜僕とオカン、涙の3000マイル〜 The Guilt Trip                      | アニタ                     |                                 |
| 2017   | Merry Christmas! 〜ロンドンに奇跡を起こした男〜 The Man Who Invented Christmas          | フィスク夫人               |                                 |
| 2018   | アーリーマン 〜ダグと仲間のキックオフ!〜 Early Man                                      | フィファ女王               | 声の出演                        |

## テレビシリーズ
| 放映年 | 邦題 原題                                                   | 役名                            | 備考                 |
| ------ | ----------------------------------------------------------- | ------------------------------- | -------------------- |
| 1980   | ロアルド・ダール劇場/予期せぬ出来事 Tales of the Unexpected | メアリー                        | エピソードFat Chance |
| 1983   | ブラックアダー The Black Adder                              | Infanta Maria Escalosa of Spain | 1エピソード          |
| 1985   | オリバー・ツイスト Oliver Twist                             | Mrs. Corney / Mrs. Bumble       | ミニシリーズ         |
| 1986   | 小公女 A Little Princess                                    | ミス・アメリア                  | ミニシリーズ         |
| 1986   | ブラックアダーII Blackadder II                              | レディ・ホワイトアダー          | 1エピソード          |
| 1999   | 虚栄の市 Vanity Fair                                        | ミス・クロウリー                | ミニシリーズ         |
| 2000   | ダーマ&グレッグ Dharma & Greg                               | クロエ                          | 1エピソード          |
| 2012   | Miss Fisher's Murder Mysteries                              | プルーデンス                    | 5エピソード          |

## 声の出演
- 水滸伝 Water Margin (1977) ※英語吹替
- 西遊記 Saiyûki (1978) ※英語吹替
- The Princess and the Cobbler (1993)
- リベレーション 自由と解放 終戦を迎えて Liberation (1994) ※ナレーション
- ベイブ Babe (1995)
- バルト Balto (1995)
- ロング ウェイ ホーム 遥かなる故郷 イスラエル建国の道 (1997) ※ナレーション
- ムーラン Mulan (1998）
- ベイブ/都会へ行く Babe: Pig in the City (1998)
- ひとりぼっちのショーン The First Snow of Winter (1998)
- マウス・タウン ロディとリタの大冒険 Flushed Away (2006)
- ハッピー フィート Happy Feet (2006)
- ガフールの伝説 Legend of the Guardians: The Owls of Ga'Hoole (2010)

## テレビアニメ
- The Princess and the Cobbler (1993)
- ラグラッツ Rugrats (1998)

## 舞台
- ウィキッド - マダム・モリブル役
- 真面目が肝心 - ミス・プリズム役
- 三文オペラ - 娼婦役
- 勝負の終わり - ネル役
- 屋根の上のバイオリン弾き - 仲人役
- ロミオとジュリエット
- カンタベリー物語 - バースの女房役